# Relaciones Cuba-Tonga
Las relaciones Cuba-Tonga se refiere a las relaciones bilaterales entre Cuba y Tonga.

## Historia
El primer embajador de Cuba acreditado en Tonga, José Luis Robaina (con sede en Nueva Zelanda), presentó sus credenciales al rey Jorge Tupou V en marzo de 2009. El Rey había visitado anteriormente Cuba. El Embajador Robaina y el Rey Jorge habrían hablado de "fortalecer la cooperación bilateral, especialmente en salud, educación, deportes, agricultura y capacitación de recursos humanos". Xinhua informó que el Rey había elogiado "los avances sociales de Cuba, la calidad de su ballet y Cultura en general y sus impresionantes logros en salud pública".
El embajador inicial de Tonga acreditado en Cuba fue su Representante Permanente ante las Naciones Unidas, Fekitamoeloa ʻUtoikamanu, hasta abril de 2009, cuando Sonatane Tuʻa Taumoepeau-Tupou le sucedió a la posición.